# Whitton, Australien
Whitton är en ort i Australien. Den ligger i kommunen Leeton och delstaten New South Wales, i den sydöstra delen av landet, omkring 470 kilometer väster om delstatshuvudstaden Sydney. Whitton ligger 132 meter över havet och antalet invånare är 394.
Runt Whitton är det glesbefolkat, med 10 invånare per kvadratkilometer.. Närmaste större samhälle är Darlington Point, omkring 18 kilometer väster om Whitton. 
Trakten runt Whitton består till största delen av jordbruksmark. Genomsnittlig årsnederbörd är 531 millimeter. Den regnigaste månaden är februari, med i genomsnitt 77 mm nederbörd, och den torraste är oktober, med 20 mm nederbörd.